# Paracottus
Paracottus is een monotypisch geslacht van straalvinnige vissen uit de familie van de Baikaldonderpadden (Cottocomephoridae).

## Soorten
- Paracottus knerii (Dybowski, 1874)